# Hamulus

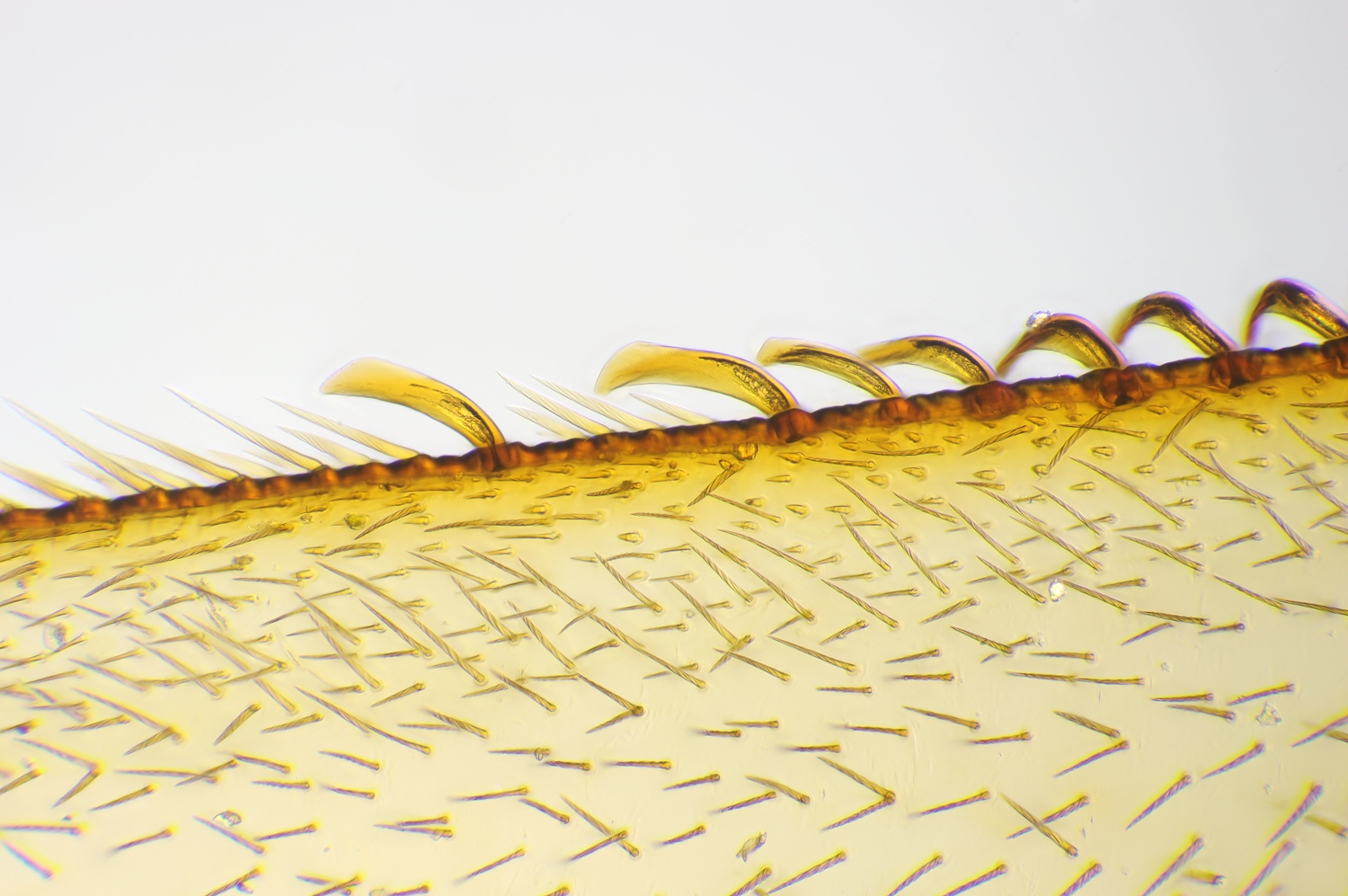
Hornisse, Vespa crabro, hinterer Flügel mit Hamuli

Als Hamuli (Singular Hamulus, latein. für „Häkchen“), deutsch auch als Flügel- oder Frenalhäkchen, werden Häkchen am Vorderrand des Hinterflügels bei Insekten benannt, durch die die beiden Flügel verbunden sind. Die Häkchen verhaken sich in Kerben oder hinter den unten umgeschlagenen Hinterrand des Vorderflügels.
Hamuli sind bei unterschiedlichen Insekten ausgebildet, insbesondere bei Hautflüglern, Blattläusen, Wanzen und Zikaden.